# Киселевка (Донецкая область)
Киселевка (укр. Киселівка) — село на Украине, находится в Амвросиевском районе Донецкой области. Находится под контролем самопровозглашённой Донецкой Народной Республики.

## География

#### Соседние населённые пункты по странам света
С, СВ: город Амвросиевка
С: Новоеланчик
СЗ: Ленинское,  Жукова Балка
З: Войковский
ЮЗ: Ольгинское
ЮЮВ: Мокроеланчик
ЮВ: Лисичье
В: Харьковское, Квашино

## Население
Население по переписи 2001 года составляло 52 человека.

## Общая информация
Код КОАТУУ — 1420686002. Почтовый индекс — 87352. Телефонный код — 6259.

## Адрес местного совета
87352, Донецкая обл., Амвросиевский р-н, с. Новоивановка, ул. Советская, 5а; тел.: +38 (6259) 58-1-17.